# Pós-modernismo neoconservador
Na música, o pós-modernismo neoconservador é "uma espécie de 'pós-modernismo de reação'", que valoriza "a unidade textual e o organicismo como estruturas musicais totalizantes" como os "modernistas dos últimos dias".
O modernismo neoconservador... envolve criticamente o modernismo, mas rejeita-o imediatamente. Os compositores neoconservadores empregam estilos pré-modernos numa tentativa de trazer um novo tipo de coerência ao “presente heterogéneo” e restabelecer o domínio da prática musical ocidental. Jann Pasler observa as características musicais que são indicativas de um pós-modernismo neoconservador: "Na música, todos nós sabemos da nostalgia que tomou conta dos compositores nos últimos anos, resultando em obras neo-românticas... a repentina popularidade de escrever óperas e sinfonias novamente , de construir as próprias ideias em termos tonais. ...Muitos daqueles que retornam ao sentimento romântico, à curva narrativa ou à melodia simples desejam atrair o público de volta à sala de concertos. Na medida em que esses desenvolvimentos são uma verdadeira "virada de volta", eles representam um pós-modernismo de reação, um retorno ao pensamento musical pré-modernista [grifo nosso].
Neoconservador "o pós-modernismo é entendido como um 'retorno às verdades da tradição (na arte, família, religião...)'... onde, crucialmente, o modernismo 'é reduzido a um estilo... e condenado ou extirpado inteiramente como um erro cultural; elementos pré e pós-modernos são então eliminados e a tradição humanista é preservada.'"

## Compositores notáveis
- Fred Lerdahl[5]
- John Harbison[5]
- Steve Reich[5]